# Indiana Wing Civil Air Patrol
A Indiana Wing Civil Air Patrol (INWG) é o mais alto escalão da Civil Air Patrol no estado de Indiana. A sede da Indiana Wing está localizada em Terre Haute, Indiana. A ala de Indiana é membro da Região dos Grandes Lagos da CAP juntamente com as alas dos Estados de: Ohio, Illinois, Kentucky, Michigan e Wisconsin. A Indiana Wing envolve 1.045 voluntários adultos e jovens organizados em quatro sedes de grupos, um esquadrão legislativo e 26 esquadrões subordinados localizados em todo o estado, incluindo três Programas de Enriquecimento Escolar. O segundo maior esquadrão de cadetes da Civil Air Patrol, o Anderson Preparatory Academy Cadet Squadron (GLR-IN-803), está localizado em Anderson, Indiana.

## Missão
A Indiana Wing executa as três missões principais da Civil Air Patrol atribuídas pelo Congresso: serviços de emergência, que incluem busca e salvamento (aéreo e terrestre) e operações de socorro em desastres; educação aeroespacial para jovens e o público em geral; e programas de cadetes para adolescentes.
As missões dos Serviços de Emergência da Indiana Wing, voam oito aeronaves da Civil Air Patrol e operam treze veículos sendo dois 4x4 de apoio à missão. A Indiana Wing opera 13 rádios de alta frequência (HF) e 15 repetidores de muito alta frequência (VHF) além de 113 rádios VHF básicos e móveis. A Indiana Wing está envolvida em operações de busca e salvamento, assistência em desastres e operações antidrogas.
A Indiana Wing oferece o "CAP Cadet Program" em várias comunidades em todo o estado, e fornece um programa de voo de orientação gratuito que envolveu quase 400 cadetes nos últimos anos, e dez de seus 26 esquadrões receberam o "Quality Cadet Unit Award" no biênio 2018/2019.
O apoio à missão de educação aeroespacial da CAP inclui divulgação às escolas, educação para cadetes e participação em eventos de aviação locais. Além disso, a Indiana Wing mantém um balão de ar quente para educação em aviação e alcance comunitário.

## Estrutura organizacional
A Indiana Wing é organizada em um quartel general da "ala", quatro quartéis-generais de grupo supervisionando 26 esquadrões e um esquadrão legislativo (este se reportando diretamente ao QG da unidade). Além disso, o Esquadrão de Cadetes da Academia Preparatória Anderson reporta-se diretamente ao quartel-general da ala.
Os quatro quartéis-generais do grupo estão alinhados com os distritos do Departamento de Segurança Interna de Indiana ("Indiana's Department of Homeland Security" IDHS) e supervisionam os esquadrões dentro desses distritos.
- Indiana Grupo I: Distritos 1, 2 e 4 do IDHS
- Indiana Grupo III: Distritos 3 e 6 do IDHS.
- Indiana Grupo V: IDHS Distrito V.
- Indiana Group XII: Distritos 7, 8, 9 e 10 do IDHS.

| Grupo                      | Designação | Nome do esquadrão                           | Localização                  | Notas                                           |
| -------------------------- | ---------- | ------------------------------------------- | ---------------------------- | ----------------------------------------------- |
| XII                        | IN-002     | Monroe County Composite Squadron            | Bloomington                  |                                                 |
| I                          | IN-036     | Valparaiso Composite Squadron               | Valparaiso                   |                                                 |
| I                          | IN-049     | St Joe Valley Cadet Squadron                | Elkhart                      |                                                 |
| V                          | IN-069     | Col James H. Kasler Senior Squadron         | Greenwood                    |                                                 |
| I                          | IN-084     | Lafayette Composite Squadron                | West Lafayette               |                                                 |
| I                          | IN-085     | Ferrier Cadet Squadron                      | Camden                       |                                                 |
| III                        | IN-086     | Grissom Cadet Squadron                      | Kokomo                       |                                                 |
| V                          | IN-123     | Weir Cook Cadet Squadron                    | Indianapolis (Op. 1)         |                                                 |
| XII                        | IN-126     | Falcon Composite Squadron                   | Jeffersonville               |                                                 |
| I                          | IN-144     | LaPorte Senior Flight                       | LaPorte                      |                                                 |
| XII                        | IN-175     | Col Jim Mahle Memorial Composite Squadron   | Greensburg                   | Esquadrão fundido com o IN-214 em 2016.         |
| XII                        | IN-181     | 181st Composite Squadron                    | Terre Haute                  |                                                 |
| V                          | IN-184     | Shelbyville Composite Squadron              | Shelbyville                  |                                                 |
| V                          | IN-193     | Indianapolis Senior Squadron                | Indianapolis (Op. 2)         |                                                 |
| III                        | IN-201     | Fort Wayne Composite Squadron               | Fort Wayne                   |                                                 |
| III                        | IN-205     | 205th Composite Squadron                    | Marion                       |                                                 |
| V                          | IN-206     | Eagle Composite Squadron                    | Indianapolis (Op. 3)         |                                                 |
| I                          | IN-211     | Lake County Cadet Squadron                  | Lake Station                 |                                                 |
| XII                        | IN-214     | Bakalar Composite Squadron                  | Columbus                     |                                                 |
| V                          | IN-219     | Morgan County Flight                        | Martinsville                 |                                                 |
| XII                        | IN-220     | River City Cadet Squadron                   | Evansville                   |                                                 |
| III                        | IN-221     | Auburn Flight                               | Auburn                       |                                                 |
| III                        | IN-223     | Anderson Composite Squadron                 | Anderson                     |                                                 |
| V                          | IN-228     | Ft Benjamin Harrison Composite Squadron     | Lawrence                     |                                                 |
| V                          | IN-802     | Titan Cadet Squadron                        | McKenzie Career Center       | School Enrichment Program                       |
| Subordinado ao QG da "ala" | IN-803     | Anderson Preparatory Academy Cadet Squadron | Anderson Preparatory Academy | School Enrichment Program                       |
| I                          | IN-806     | John Adams High School Cadet Squadron       | South Bend                   | School Enrichment Program                       |
| Subordinado ao QG da "ala" | IN-999     | Indiana Legislative Squadron                | Indianapolis (Leg.)          | Membros da Assembleia Geral e seus funcionários |

## Ex-comandantes de ala

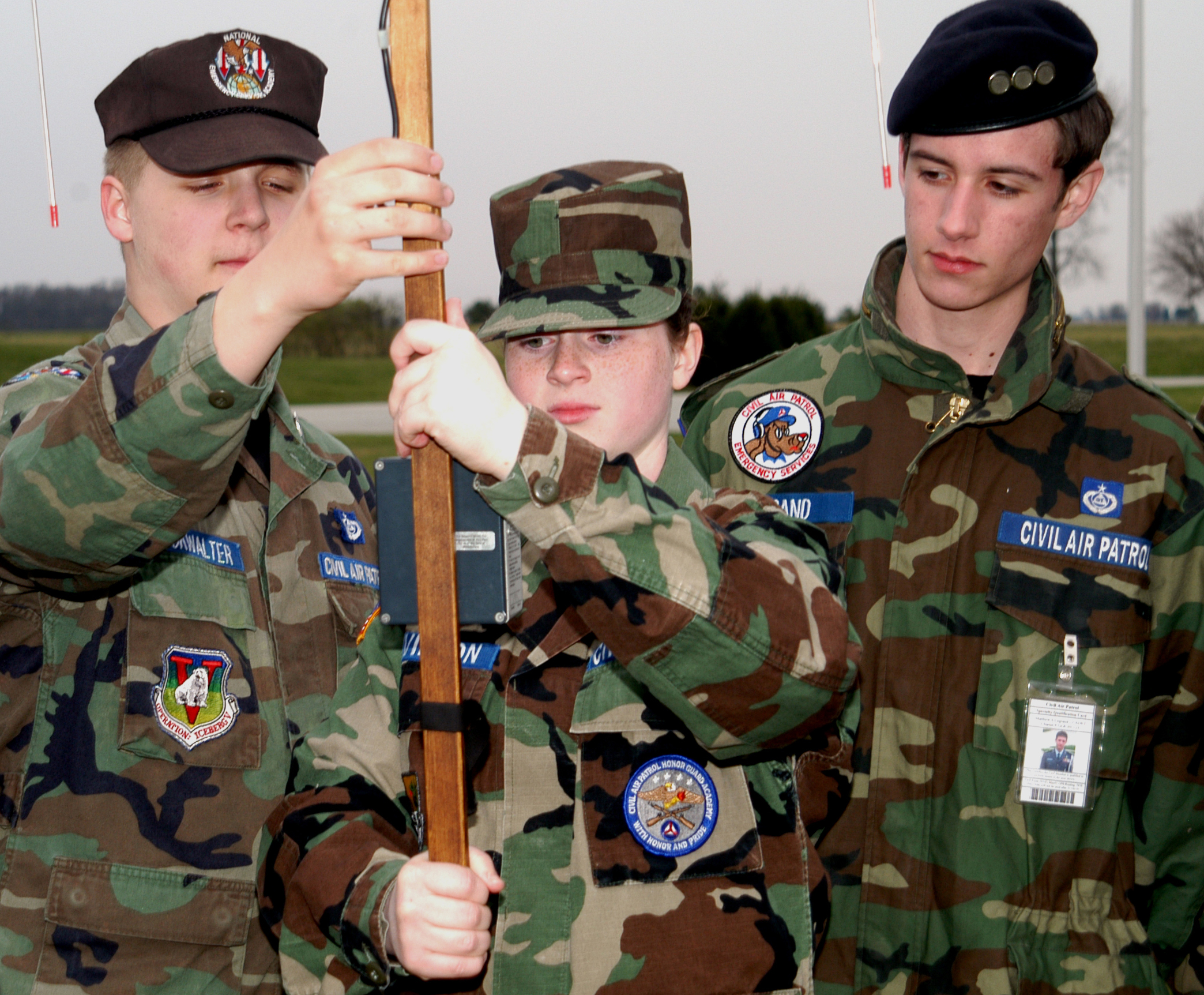
O cadete Sr. Master da Civil Air Patrol Sgt. Bryce Bookwalter instrui um esquadrão de cadetes da Indiana Wing da CAP no uso de equipamentos usados para localizar dispositivos de sinalização ELT de aeronaves, durante um exercício de treinamento da equipe de solo.

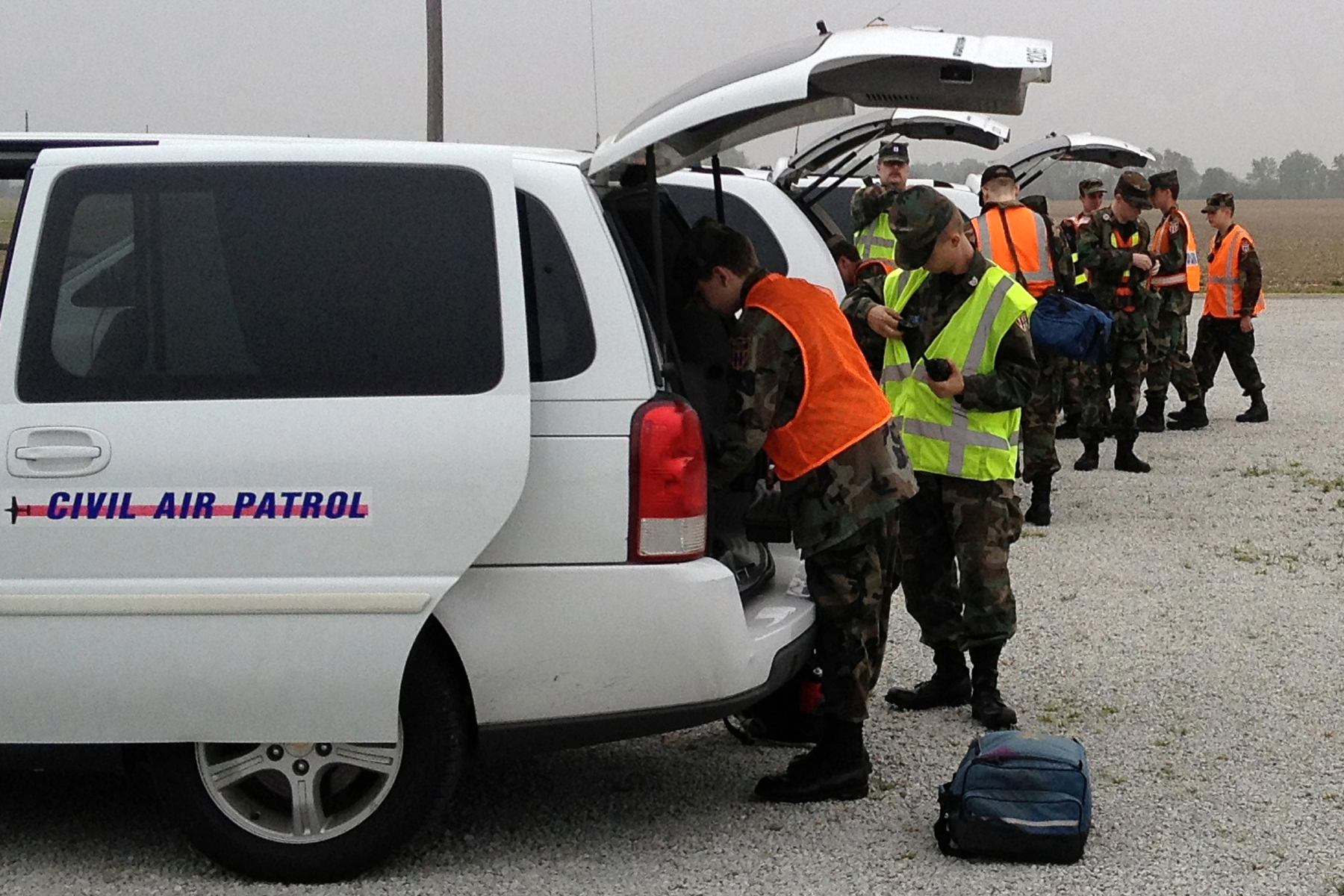
Membros da Civil Air Patrol local se preparam para conduzir um exercício com a equipe de gerenciamento de emergência Grissom e membros do 434º Esquadrão de Comunicações.

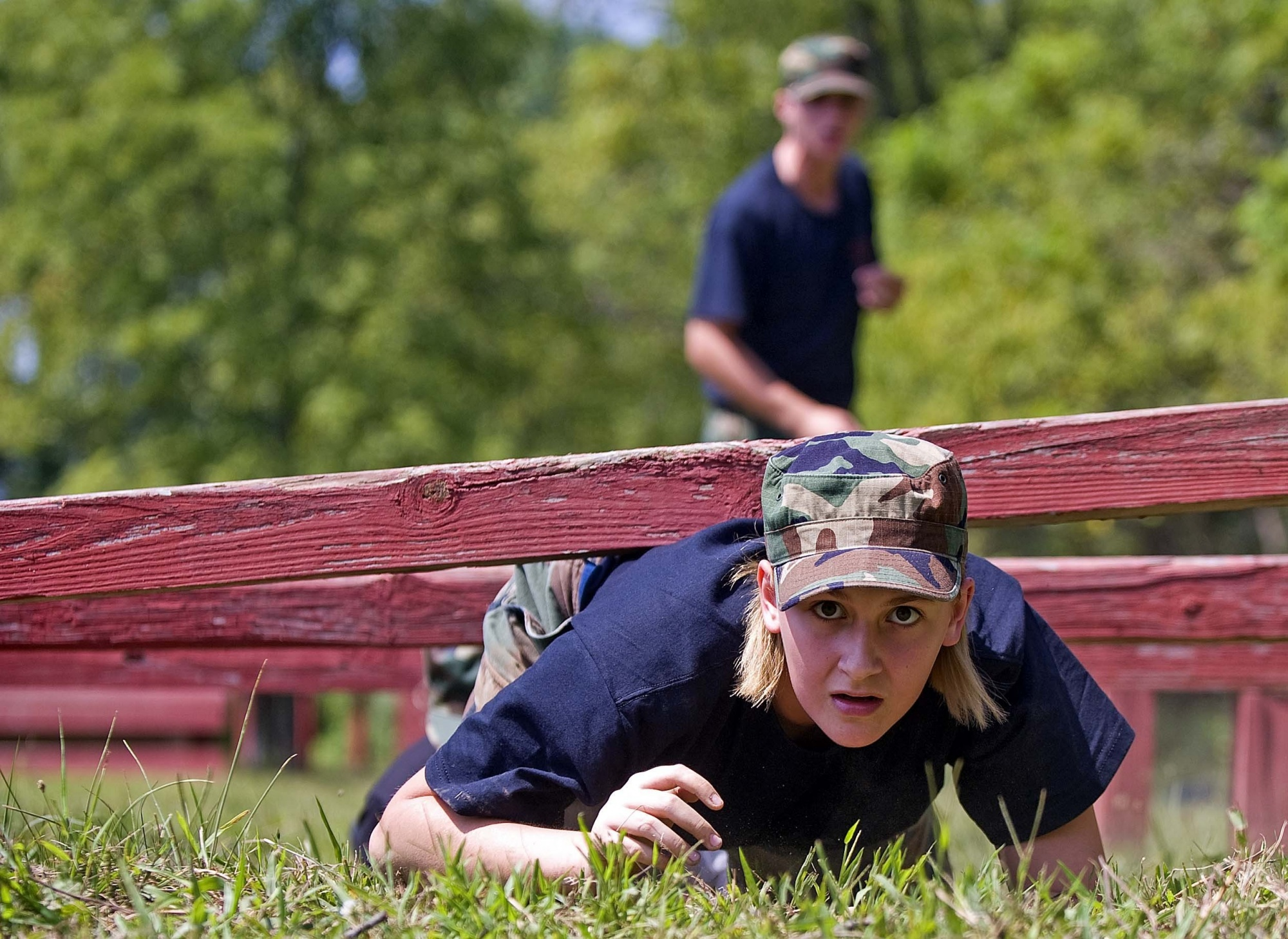
Cadetes da Civil Air Patrol passando por treinamento físico no "Camp Atterbury".

| Nome do Comandante | Periodo de serviço |
| --- | ------------------ |
| Col Walker W. Winslow | 1941–1949          |
| Col Walter B. Smith | 1949-1950          |
| Col Merle L. Denney | 1950-1952          |
| Col Wayne W. Ricks | 1952-1955          |
| Lt Col Sumner M. Sadler | 1955-1956          |
| Col Stanley H. Arnolt | 1956-1959          |
| Col Donald H. Lessig | 1959-1961          |
| Col Cecil W. Armstrong | 1961-1962          |
| Col John W. Richards | 1962-1964          |
| Col M. Fred Wood | 1964-1966          |
| Col Kenneth Lebo | 1966-1970          |
| Col M. Fred Wood | 1970-1972          |
| Col James N. Mahle | 1972-1977          |
| Col Jack R. Hornbeck * | 1977-1981          |
| Col Edwin D. DesLauries | 1981-1983          |
| Col George W. Young | 1983-1987          |
| Col Peter C. Crasher | 1987-1989          |
| Col Paul Bergman ** | 1989-1991          |
| Col Joseph S. Gilkey II | 1991-1992          |
| Col Edward F. Mueller | 1992-1995          |
| Col Larry W. Landick | 1995-1998          |
| Col Glenn A. Kavich | 1998-2002          |
| Col Charles Greenwood | 2002-2006          |
| Lt Col John Bryan *** | 2006-2007          |
| Col W. Mark Reeves | 2007-2010          |
| Col Richard L. Griffith *** | 2010-2013          |
| Col Matthew R. Creed * | 2013-2016          |
| Col Philip Argenti | 2016-2020          |
| *Passou a servir como Comandante da Região dos Grandes Lagos. **Passou a servir como Comandante da Região dos Grandes Lagos e Comandante Nacional no grau de Brigadeiro General. ***Vencedor do prêmio Spaatz. |                    |

## O prêmio Spaatz
O Prêmio General Carl A. Spaatz é o prêmio mais alto no programa de cadetes da Civil Air Patrol. O prêmio homenageia o General Carl A. Spaatz, que foi o primeiro Chefe do Estado-Maior da Força Aérea dos Estados Unidos e o segundo Comandante Nacional de Patrulha da Civil Air Patrol.
Concedido pela primeira vez em 1964, apenas 0,5% dos cadetes da CAP ganham o prêmio Spaatz. A Indiana Wing ocupa a 18ª posição entre os 50 estados dos EUA em número de prêmios Spaatz ganhos. Os vencedores do prêmio de Indiana incluem:

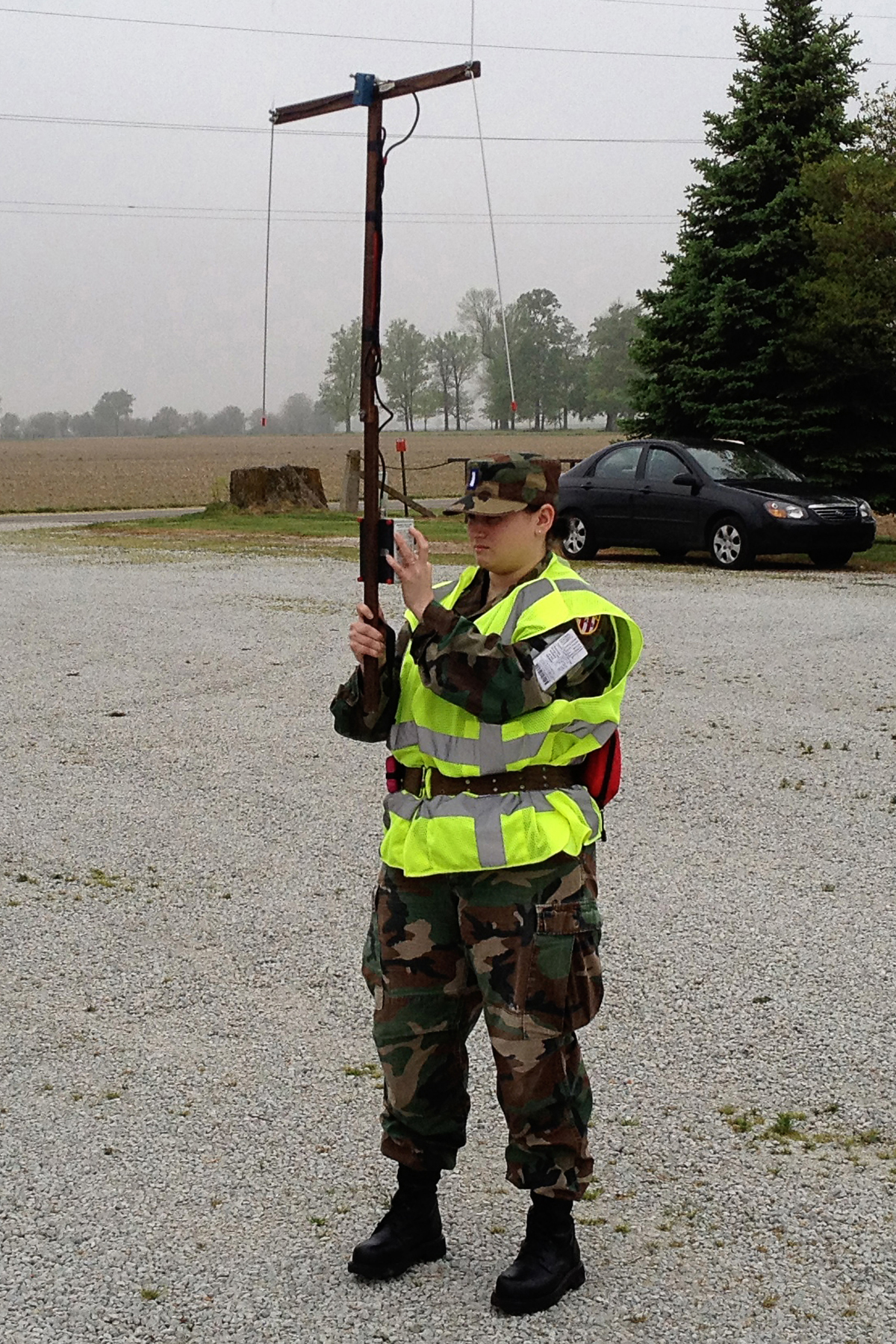
Um membro da Civil Air Patrol local opera um localizador de direção de rádio durante um exercício com a equipe de gerenciamento de emergência Grissom e membros do 434º Esquadrão de Comunicações em Kokomo, Indiana.

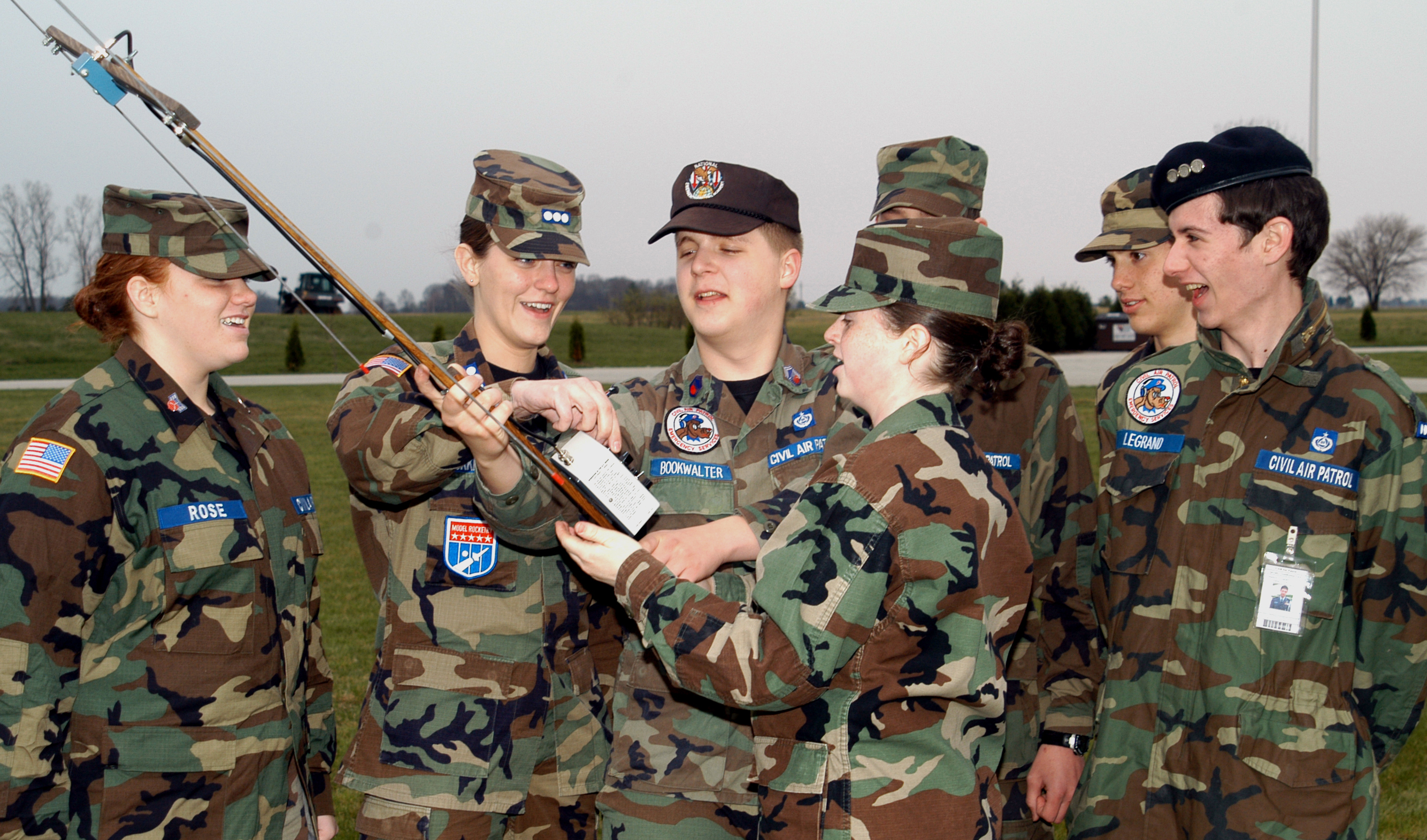
Os cadetes da Civil Air Patrol treinam com equipamentos de localização de direção usados para localizar balizas de emergência de aeronaves, conhecidas como ELTs.

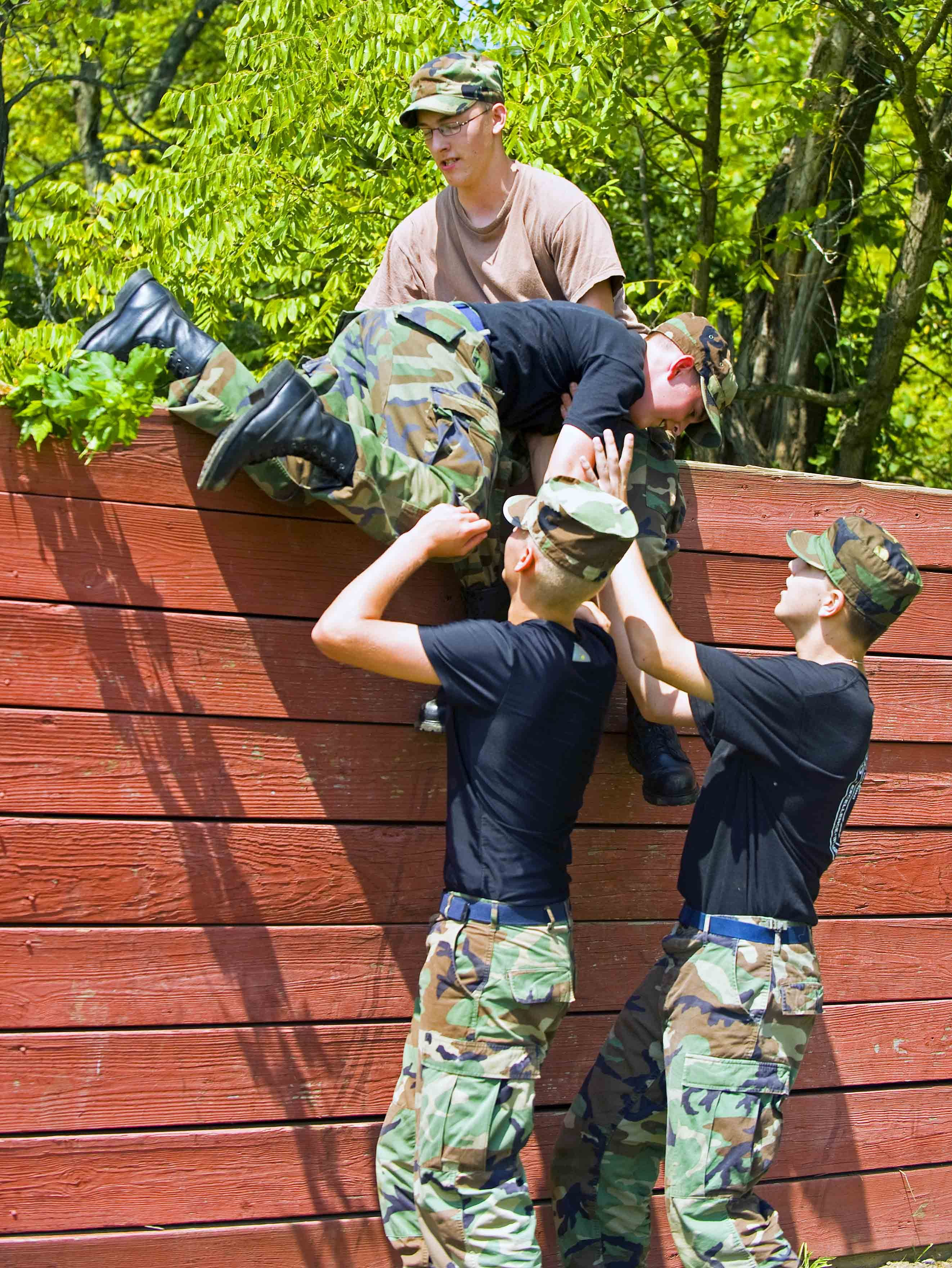
Cadetes da Civil Air Patrol trabalham juntos para superar uma barreira no curso de condicionamento físico no "Camp Atterbury Joint Maneuver Training Center".

| N.o do Prêmio                                              | Agraciado com o Spaatz   | Data do prêmio |
| ---------------------------------------------------------- | ------------------------ | -------------- |
| 24                                                         | David G. Ehrman          | 20-Sep-66      |
| 81                                                         | Bruce A. Newell          | 8-Jan-69       |
| 181                                                        | Michael K. Hayden        | 8-Sep-72       |
| 235                                                        | Christine O. McKannon    | 7-Sep-73       |
| 252                                                        | Melvin K. Hayden         | 26-Dec-73      |
| 253                                                        | Stephen G. Atkins        | 26-Dec-73      |
| 346                                                        | Gregory A. Moore         | 29-Aug-75      |
| 358                                                        | Michael D. Duke          | 3-Nov-75       |
| 441                                                        | Ronald F. Reimer, Jr     | 14-Oct-77      |
| 497                                                        | Michael J. Caylor        | 4-Jan-79       |
| 498                                                        | George F. Williams       | 4-Jan-79       |
| 565                                                        | David M. Finkel          | 9-Feb-81       |
| 597                                                        | John M. Thackston        | 9-Mar-82       |
| 611                                                        | Michael T. Orr           | 14-Jun-82      |
| 612                                                        | David J. Amin            | 14-Jun-82      |
| 623                                                        | Peter J. Conte           | 12-Nov-82      |
| 665                                                        | John P. Moorman          | 30-Sep-83      |
| 679                                                        | Chris T. Conte           | 9-Jan-84       |
| 705                                                        | James L. Daniels         | 3-Aug-84       |
| 850                                                        | Patrick K. McLaughlin    | 8-Jun-87       |
| 852                                                        | Mathew M. Roush          | 11-Aug-87      |
| 972                                                        | Mark C. Rusk             | 12-Jan-90      |
| 1022                                                       | Thomas C. Judd           | 21-Aug-90      |
| 1061                                                       | Thomas A. Valentine, Jr. | 13-May-91      |
| 1068                                                       | Andrew D. King           | 24-Jun-91      |
| 1178                                                       | Michael J. Noffze        | 6-Jul-93       |
| 1196                                                       | Nora L. Stephenson       | 8-Dec-93       |
| 1199                                                       | David B. Dennis          | 24-Jan-94      |
| 1228                                                       | Richard L. Griffith*     | 24-Oct-94      |
| 1262                                                       | John F. Bryan*           | 31-Jul-95      |
| 1273                                                       | Charles A. Greene        | 29-Sep-95      |
| 1317                                                       | Christopher C. Curtis    | 19-Dec-96      |
| 1318                                                       | Kathy L. Hoverman        | 13-Dec-96      |
| 1329                                                       | Jamie L. Foote           | 27-Aug-97      |
| 1338                                                       | Kelly L. Waelde          | 15-Aug-96      |
| 1365                                                       | Jason T. Attinger        | 28-Apr-98      |
| 1454                                                       | Noel R. Schutt           | 19-Mar-02      |
| 1470                                                       | Meaghan N. Patten        | 9-Aug-02       |
| 1488                                                       | David E. Bass            | 13-Feb-03      |
| 1507                                                       | Philip M. Foust          | 27-Jun-03      |
| 1646                                                       | Kate A. Whitacre         | 13-Jun-07      |
| 1708                                                       | Daniel A. Fowl           | 20-Aug-08      |
| 1724                                                       | Thomas A. Redfield       | 10-Jan-09      |
| 1849                                                       | John-Paul W. Franks      | 10-Jul-12      |
| 1865                                                       | Christopher Weinzapfel   | 9-Dec-12       |
| 1867                                                       | Elizabeth A. McClamrock  | 12-Jan-13      |
| 1874                                                       | Sierra D. Parsons        | 9-Mar-13       |
| 1957                                                       | Nathan C. Shinabarger    | 14-Jun-14      |
| 1964                                                       | Jason S. Reed            | 18-Jul-14      |
| 2050                                                       | Luke Grace               | 13-Jun-16      |
| 2253                                                       | Kamryn T. Schmidt        | 10-Aug-19      |
| 2354                                                       | Tom L. Huynh             | 27-June-21     |
| * Subsequentetemente tornou-se comandante da Indiana Wing. |                          |                |

## Proteção legal
De acordo com a lei de Indiana, os empregadores privados cujos negócios estão dentro das fronteiras de Indiana estão proibidos de disciplinar seus funcionários que são membros da Indiana Wing, se esses funcionários faltarem ao trabalho para responder a uma emergência como parte da Civil Air Patrol. Os empregadores privados só estão isentos desta regra se designarem um funcionário como "funcionário essencial para o empregador", e o comandante estadual da Indiana Wing deve ser notificado.
O estado de Indiana e todas as subdivisões políticas do estado não têm o direito de buscar uma isenção para dar licença aos funcionários da Civil Air Patrol, designando-os como "funcionários essenciais para o empregador". Em vez disso, eles estão proibidos de penalizar qualquer funcionário que se afaste de suas responsabilidades de trabalho para responder a uma missão da Civil Air Patrol.
Todos os alunos do ensino médio de Indiana, de escolas públicas ou privadas, têm o direito de deixar a escola para participar do treinamento e missões da Civil Air Patrol. As escolas são proibidas por lei de marcar esses alunos como ausentes ou penalizá-los de qualquer forma.